# Prick test

Prick test

Il prick test, o cutireazione, è il test allergologico cutaneo di fondamentale importanza per la diagnosi delle allergie respiratorie, alimentari e verso altri allergeni. Il prick test è un test allergologico utilizzato per determinare se una sostanza specifica provoca infiammazione allergica con meccanismo immediato ovvero mediato da IgE (immediate-type hypersensitivity o reazione di I tipo secondo la classificazione di Coombs e Gell).

## Meccanismo
Nel prick test, alcune gocce di allergene purificato vengono posizionate sulla superficie cutanea, solitamente dell'avambraccio, e successivamente la cute viene scalfita con una lancetta monouso al fine di lasciar penetrare l'allergene attraverso gli strati più superficiali della cute. Dopo un'attesa di circa 15-20 minuti si valuta la reazione cutanea ottenuta in corrispondenza di ogni allergene precedentemente posizionato. La reazione a livello dei singoli allergeni testati viene confrontata con un controllo positivo (solitamente costituito da istamina) e con un controllo negativo (solitamente costituito da glicerina, il liquido di diluizione degli allergeni).
In caso di reazione positiva è possibile osservare una reazione caratterizzata da pomfo (area circoscritta di edema cutaneo, in tutto e per tutto simile ad una puntura di zanzara) intensamente pruriginoso, contornato da un alone di eritema.

## Allergeni comuni
Con il prick test può essere valutata la sensibilizzazione allergica verso allergeni di varia natura:
- allergeni inalanti, come pollini, derivati degli acari o degli animali domestici, muffe
- alimenti, sia di origine vegetale che di origine animale
- latex
- veleno di insetti (la diagnostica di queste allergie comprende anche test cutanei di tipo intradermico)
- farmaci (la diagnostica di queste allergie comprende anche test cutanei di tipo intradermico)

## Controindicazioni all'esame
Essendo un test in vivo, alcune valutazioni devono essere eseguite prima di sottoporre il paziente al test. Le condizioni più comuni che costituiscono controindicazione all'effettuazione del prick test comprendono:
- dermatiti cutanee o orticaria in fase attiva, soprattutto se interessano la cute degli avambracci
- anergia cutanea
- utilizzo di antistaminici per via sistemica (orale o iniettiva) negli ultimi 5-7 giorni
- gravidanza (essendo un test provocativo non dovrebbe essere eseguito su donne incinte)